# دی‌اوای‌ام (روانگردان)
۲،۵-دی‌متوکسی-۴-آمیل‌آمفتامین (به انگلیسی: 2,5-Dimethoxy-4-amylamphetamine) با فرمول شیمیایی C۱۶H۲۷NO۲ یک ترکیب شیمیایی است. که جرم مولی آن ۲۶۵٫۳۹ g/mol می‌باشد. 